# Ейонг Ено
Ейонг Ено (фр. Eyong Enoh, нар. 23 березня 1986, Кумба) — камерунський футболіст, опорний півзахисник. Виступав зокрема за «Аякс» (Амстердам) та «Стандард» (Льєж) та національну збірну Камеруну.

## Клубна кар'єра
Народився 23 березня 1986 року в місті Кумба.
Ейонг Ено почав свою футбольну кар'єру 2002 року в молодіжному клубі «Тіко Янгстарс», потім, з 2003 по 2004 рік, Ейонг виступав за клуб «Маунт Камерун» з міста Буеа. 
2004 року Ено перейшов в клуб «Магуса Тюрк Гючю» з Північного Кіпру. В чемпіонаті Північного Кіпру сезону 2004/05 Ено провів 36 матчів та забив 1 м'яч, після чого грав в «Турк Оджаї Лімассол». 

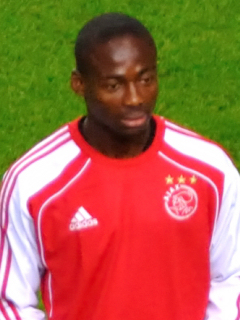
Ейонг Ено під час виступів за «Аякс» (Амстердам). 14 вересня 2011 року

2006 року 20-річний Ено підписав контракт з південноафриканським «Аяксом» з Кейптауна. У своєму першому сезоні Ено провів 9 матчів у чемпіонаті ПАР. У сезоні 2007/08 Ейонг постійно потрапляв в основний склад, провівши 31 матч і забив 1 м'яч у чемпіонаті ПАР. Влітку 2008 року він перебував на перегляді в ізраїльському клубі «Маккабі» з Хайфи, але до підписання контракту справа не дійшла. 
У вересні 2008 року Ено перейшов в нідерландський «Аякс» з Амстердама, підписавши з клубом контракт на два роки з можливістю продовжити контракт ще на два роки. Дебютував Ено за «Аякс» в Ередивізі 21 вересня року в матчі проти «Феєнорда», Ейонг вийшов на заміну на 75-ій хвилині замість Джеффрі Сарпонга, матч завершився внічию 2:2. Свій перший м'яч за «Аякс» Ено забив 18 березня 2009 року в матчі 1/8 фіналу Кубка УЄФА сезону 2008/09 проти французького «Олімпіка» з Марселя. Ейонг забив на 33-їй хвилині матчу, який у результаті завершився внічию з рахунком 2:2. Разом з командою став  володарем Кубка Нідерландів та дворазовим чемпіоном Нідерландів.
З початку сезону 2012/13 втратив місце в основному складі, зігравши за півроку лише у 3 матчах чемпіонату, через що в останній день зимового трансферного вікна 2013 року на правах оренди перейшов в англійський «Фулгем», але і там заграти не зміг і в кінці сезону повернувся в «Аякс». З початку нового сезону виступав за дублюючу команду «Йонг Аякс» з Еерсте-Дивізі.
У січні 2014 року Ейонг був орендований на шість місяців турецьким клубом «Антальяспор». Проте за підсумками сезону 2013/14 команда зайняла передостаннє місце в чемпіонаті і вилетіла з елітного дивізіону. Всього встиг відіграти за команду з Анталії 8 матчів у національному чемпіонаті.
30 серпня 2014 року Ено підписав дворічний контракт із бельгійським клубом «Стандард» (Льєж). 5 жовтня 2014 року дебютував за новий клуб у матчі проти «Брюгге» (0:3), отримавши пряму червону картку після жорсткого фолу проти Руда Вормера лише на 10-й хвилині матчу. Загалом провів у команді 3 сезони. У 2017 році Ено розірвав контракт зі «Стандардом», щоб підписати контракт з клубом в Англії. Незважаючи на пропозиції з Бельгії та Росії, він не зміг знайти англійський клуб до закриття трансферного вікна і півроку був вільним агентом.
У січні 2018 року Ено підписав шестимісячний контракт з «Віллемом II», але до кінця сезону провів команду з Тілбурга лише 5 ігор, тому після цього відправився до Кіпру, де по сезону провів у місцевих командах «Енозіс Неон Паралімні» та «Олімпіакос» (Нікосія).
Після pfdthityyz професійної кар’єри він грав за аматорську команду «Робінгуд» (Амстеррдам), а також резервну команду «Аякса» у нідерландському четвертому дивізіоні.

## Виступи за збірну
7 червня 2009 року дебютував в офіційних матчах у складі національної збірної Камеруну у відборі на чемпіонат світу 2010 року проти збірної Марокко, який завершився внічию 0:0, а Ено провів на полі увесь матч. 
Наступного року в складі збірної був учасником Кубка африканських націй 2010 року в Анголі та чемпіонату світу 2010 року у ПАР, але на обох турнірах не був основним гравцем, зігравши лише по одному матчу.
2014 року потрапив у заявку збірної на чемпіонат світу в Бразилії.
Всього провів у формі головної команди країни 55 матчів, забивши 2 голи.

## Титули і досягнення
- Володар Кубка Південно-Африканської Республіки (1):

«Аякс» (Кейптаун): 2007
- Володар Кубка Нідерландів (1):

«Аякс» (Амстердам): 2009-10
- Чемпіон Нідерландів (2):

«Аякс» (Амстердам): 2010-11, 2011-12
- Володар Кубка Бельгії (1):

«Стандард»:  2015–16
- Володар Суперкубка Нідерландів (1):

«Аякс» (Амстердам):  2013